# The Hours (romance)
The Hours (As horas, em português) é um romance de 1998 escrito pelo estadunidense Michael Cunningham. Foi vencedor do Prêmio Pulitzer de ficção de 1999 e, em 2002, foi adaptado para o cinema num filme homônimo, dirigido por Stephen Daldry e estrelado por Nicole Kidman, Meryl Streep e Julianne Moore.